# Vis.35
VIS.35 — самозарядный пистолет конструкции Петра Вильневчица и Яна Скшипинского, принятый на вооружение польской армии в 1935 году.

## История создания
После провозглашения независимости 12 ноября 1918 года на вооружении Польской республики находилось разнообразное стрелковое вооружение, оставшееся после окончания Первой мировой войны. К концу 1920-х годов назрела необходимость замены этого оружия на современные образцы. Департамент вооружения провел переговоры о покупке лицензии на изготовление чехословацкого пистолета CZ.24 конструкции Йозефа Никла (Josef Nickl). Партия этих пистолетов была закуплена для пограничной стражи, но выяснилось, что образец не соответствовал требованиям к армейскому пистолету.
В ходе проведения переговоров инженер П. Вильневчиц, который работал в это время экспертом по баллистике и техническим советником дирекции государственного оружейного завода в Радоме, предложил пистолет своей конструкции. Техническое обоснование, описание и чертёж были подготовлены за два дня. Проект был проведен задним числом (чтобы создалось впечатление, что работа над ним уже шла полным ходом), одобрен департаментом вооружения и принят к исполнению. В работе над подробной технической документацией Вильневчицу помогал инженер Ян Скшипинский, директор государственной фабрики винтовок в Варшаве.
В основных чертах конструкция повторяла пистолет M1911.
В конце 1930 года были изготовлены первые образцы пистолета. Испытания оружия были проведены уже в 1931 году, по их результатам 8 марта 1932 года была подана заявка в патентное ведомство Польской республики, а 22 марта 1933 года конструкторам был выдан патент № 15567.
К весне 1933 года было выделено 650 тыс. злотых на запуск серийного производства пистолета на оружейном заводе в г. Радом, и в 1935 году он был принят на вооружение под официальным названием «9 мм военный пистолет VIS образец 35».
Изначально пистолет планировалось назвать «WiS» — по первым букв фамилий конструкторов, но по желанию департамента вооружения первая буква была заменена на «V» (от латинского VIS — «сила»).

## Производство и боевое применение
Первые три тысячи пистолетов были изготовлены из легированной стали (в результате, себестоимость одного пистолета составляла 117 злотых). В дальнейшем, пистолеты изготавливались из углеродистой стали. В процесс производства были внесены технологические изменения, в результате к началу сентября 1939 года себестоимость производства одного пистолета была снижена до 84 злотых.
- на пистолетах последней модификации на задней стенке рукоятки отсутствовал паз для крепления приставного приклада или кобуры-приклада.

До начала Второй мировой войны польская армия получила 60 216 пистолетов этой модели, которые находились на вооружении танкистов, лётного состава ВВС и некоторых кавалерийских подразделений польской армии (при этом часть польской армии была по-прежнему вооружена револьверами Нагана). После оккупации Польши выпуск ViS-35 был продолжен, пистолеты поступали на вооружение немецкой армии, флота, некоторых подразделений войск СС и полицейских формирований. Всего на вооружение немецких формирований поступило 385 тыс. пистолетов VIS (в это количество входят как польские пистолеты довоенного выпуска, так и пистолеты военного времени, выпущенные в «генерал-губернаторстве»).
Всего на оружейном заводе «Fabryka Broni Radom» в г. Радом было выпущено 31 тысяча ViS-35, ещё 310 тысяч под наименованием P-35(p) было произведено во время оккупации под управлением фирмы «Steyr»; кроме того, некоторое количество пистолетов по частям было вынесено с завода участниками движения Сопротивления. Производство ViS-35 прекратилось после того, как в 1944 г. завод в Радоме был разрушен авианалётами. Тем не менее, ещё некоторое количество пистолетов было собрано в период до апреля 1945 года на фабрике «Steyr» в Австрии.
Пистолеты P.35(p) военного времени изготавливались по упрощенной технологии (на поверхности деталей этих пистолетов видны следы обработки металлорежущим инструментом, воронение быстрее стирается) и из металла худшего качества, отчего их надежность и ресурс несколько уменьшились.
- на довоенных пистолетах ViS-35 устанавливали штампованные из меди и окрашенные чёрной краской, заполненные оловом, для предотвращения вмятин, щёчки рукояти с литерами «FB» («Fabryka Broni»), с одной стороны. С другой стороны щечка имела надпись «VIS». На пистолетах P.35(p) военного времени устанавливали деревянные или карболитовые щёчки упрощённой конструкции с мелким поперечным рифлением.
- в сравнении с довоенными пистолетами, качество пистолетов последних лет выпуска значительно ухудшилось[7].

Несколько пистолетов VIS-35 использовалось в отрядах итальянских партизан.
После войны серийное производство ViS-35 на Радомском заводе больше не возобновлялось, вместо них в польской армии использовались советские ТТ. После окончания производства Vis.35 в апреле 1945 года, это оружие изготавливалось с 1997 года и по настоящее время только ограниченными сериями. Так, в 2014 году высококлассный польский оружейник Ришард Тобис, автор копий старинного оружия и редких польских моделей, выполнил реплику Vis.35 под патрон .45 ACP. В 2016 году «Радомский оружейный завод „Лучник“» выпустил ограниченную серию реплики оригинального пистолета Vis.35 в количестве всего 50 экземпляров в качестве коллекционного оружия.

## Конструкция
Внешне и по принципу действия Vis.35 похож на пистолет Джона Браунинга Кольт M1911, но имеет существенные отличия.
Автоматика пистолета работает по принципу отдачи ствола с коротким ходом. До момента вылета пули ствол двигается прямолинейно вместе с кожухом-затвором, а затем скошенный выступ ствола встречается с поперечным штифтом в рамке и казённая часть ствола опускается, расцепляясь с затвором (как в Browning Hi-Power). После выстрела затвор возвращается в переднее положение под воздействием возвратной пружины, расположенной на направляющей под стволом, при этом происходит подача патрона в патронник. После выстрела последнего патрона затвор фиксируется в заднем положении задержкой, расположенной с левой стороны рамки.
Подача патронов производится из магазина коробчатого типа на 8 патронов, удерживаемого в рукоятке защёлкой, размещенной за спусковой скобой с левой стороны рамки.
Ударно-спусковой механизм несамовзводный, с наружным курком.
Имеется автоматический предохранитель в виде клавиши на задней стенке рукоятки, и рычаг для безопасного спуска курка с боевого взвода (декокер). Прицельные приспособления открытого типа состоят из неподвижной мушки и целика, вставленного в поперечный паз кожуха-затвора.